# Чха Бом Гын
Чха Бом Гын (кор. 차범근?, 車範根?; род. 22 мая 1953, Хвасон, Кёнгидо) — южнокорейский футболист и тренер.
Признан лучшим футболистом Азии XX века по версии Международной федерации футбольной истории и статистики.

## Биография

### Клубная карьера
Чха Бом Гын начал свою футбольную карьеру в 1971 году в клубе «Кориан Эйр». В декабре 1978 года перешёл в клуб Бундеслиги — «Дармштадт 98». Через сезон он перешёл в «Айнтрахт» из Франкфурта, с которым в 1980 году выиграл Кубок УЕФА. С 1983 года Чха Бом Гын играл за леверкузенский «Байер 04», с которым выиграл свой второй Кубок УЕФА в 1988 году. В 1989 году Чха Бом Гын завершил карьеру, сыграв в Бундеслиге 308 матчей и забив 98 голов (ни одного из них — с пенальти). За 10 сезонов он получил только одну жёлтую карточку. Установленный им рекорд по количеству забитых голов в Бундеслиге среди легионеров продержался 10 лет и был побит Стефаном Шапюиза в 1999 году.

### Карьера в сборной
В 1971 году Чха Бом Гын дебютировал в юношеской сборной Южной Кореи. В 1972 году стал самым молодым игроком в составе национальной сборной Южной Кореи.
Несмотря на восьмилетний перерыв в играх за сборную Южной Кореи, Чха Бом Гын сыграл за неё 121 матч и забил 55 голов, что на момент окончания его карьеры (1989 год) было одним из лучших показателей в мире как по числу игр, так и по числу голов. Он принял участие в финальном турнире чемпионата мира 1986 года, где сыграл во всех трёх матчах. Является лучшим бомбардиром в истории южнокорейской сборной.

### Карьера тренера
В 1991—1994 годах Чха Бом Гын тренировал команду Кей-лиги «Ульсан Хёндэ Хоран-и». В 1997 году был назначен тренером сборной Кореи, и был уволен в ходе финального турнира чемпионата мира 1998 после поражения 0:5 от сборной Нидерландов.
После увольнения между ним и Корейской федерацией футбола возник конфликт, в результате Чха Бом Гын был на 5 лет дисквалифицирован внутри страны. Два сезона он тренировал китайский «Шэньчжэнь Сянсюй Эйсити», потом работал телекомментатором. В 2003 году возглавил клуб «Сувон Самсунг Блюуингз», с которым выиграл ряд трофеев, в том числе — чемпионат и кубок Южной Кореи.
В родной стране Чха получил статус национального героя. Уже после завершения карьеры Чха Бом Гын зачастую представляет свою страну на крупных официальных мероприятиях. В частности, он представлял Корею на церемонии жеребьёвки чемпионата мира 2018 года в России.

### Личная жизнь
Сын Чха Бом Гына, Чха Ду Ри, также был футболистом, играл за южнокорейскую сборную и немецкие клубы.

## Достижения

### Как игрок
Айнтрахт Франкфурт
- Обладатель Кубка УЕФА: 1980
- Обладатель Кубка ФРГ: 1981

Байер 04
- Обладатель Кубка УЕФА: 1988

Сборная Южной Кореи
- Победитель Азиатских игр: 1978

### Как тренер
Сувон Самсунг Блюуингз
- Чемпион Южной Кореи: 2004, 2008
- Обладатель Кубка Южной Кореи: 2009
- Обладатель Суперкубка Южной Кореи: 2005

### Личные
- Символическая сборная Бундеслиги по версии Kicker: 1979/80, 1985/86

## Государственные награды
- Орден «За спортивные заслуги» 4 класса Республики Корея — орден Белого коня (9 марта 1979)
- Орден «За спортивные заслуги» 5 класса Республики Корея — орден Кирина (10 ноября 1975)
- Орден «За заслуги перед Федеративной Республикой Германия» (22 ноября 2019)